# Тролхетан
Тролхетан (на шведски: Trollhättan) е град в югозападна Швеция, лен Вестра Йоталанд. Главен административен център на едноименната община Тролхетан. Разположен е около река Йота Елв. Намира се на около 350 km на югозапад от столицата Стокхолм. Получава статут на град през 1916 г. Има жп гара и летище. Населението на града е 46 457 жители според данни от преброяването през 2010 г.

## Спорт
Представителният футболен отбор на града се казва ФК Тролхетан. Дългогодишен участник е в Шведската дивизия Суперетан.

## Побратимени градове
- Кеплавик, Исландия
- Керава, Финландия
- Кристиансан, Норвегия
- Хьоринг, Дания